# 加尔托
加尔托是德国下萨克森州的一个市镇。总面积28.28平方公里，总人口1368人，其中男性650人，女性718人（2011年12月31日），人口密度48人/平方公里。